# Шампронд ан Перше
Шампронд ан Перше (фр. Champrond-en-Perchet) насеље је и општина у централној Француској у региону Центар (регион), у департману Ер и Лоар која припада префектури Ножан ле Ротру.
По подацима из 2011. године у општини је живело 400 становника, а густина насељености је износила 44,35 становника/km². Општина се простире на површини од 9,02 km². Налази се на средњој надморској висини од 204 метара (максималној 236 m, а минималној 145 m).

## Демографија
| 1962. | 1968. | 1975. | 1982. | 1990. | 1999. | 2011. |
| ----- | ----- | ----- | ----- | ----- | ----- | ----- |
| 139   | 151   | 285   | 440   | 456   | 397   | 400   |

График промене броја становника у току последњих година